# Francisco Díaz Yubero
Francisco Díaz Yubero (Madrid, 10 de abril de 1943-28 de junio de 2024) fue un ingeniero agrónomo y político español que fue diputado de la I legislatura del Parlamento de La Rioja por el Partido Riojano Progresista.

## Biografía
Francisco Díaz Yubero nació en Madrid el 10 de abril de 1943. Estudió ingeniería agrónoma en la Universidad Politécnica de Madrid, doctorándose posteriormente por la Universidad Politécnica de Valencia con su tesis Estabilización de los vinos frente a las precipitaciones de bitartrato potásico. Aplicación a los vinos de La Rioja. Tras la defensa de su tesis el 21 de julio de 1997, estuvo una temporada como investigador de la Universidad de la Rioja hasta 2008.
Francisco Díaz Yubero fue miembro de la Asociación Enólogos de Rioja, habiendo participado en muchos actos y simposios. Sus publicaciones sobre el tema vinícola han sido citadas en otras obras.

## Carrera política
Francisco Díaz Yubero fue militante de Unión de Centro Democrático, partido por el que estuvo en la Diputación de Logroño en los últimos compases de la Transición española. Con la llegada de las primeras elecciones autonómicas, un sector local de UCD al que pertenecía Día Yubero se escindió del partido para formar el Partido Riojano Progresista.
El nuevo PRP se presentó a las Elecciones al Parlamento de La Rioja de 1983 encabezado por Luis Javier Rodríguez Moroy, primer presidente de La Rioja en ese momento. La formación consiguió 10 102 votos, un 7,52 % de las papeletas válidas, lo que les valió 2 de los 35 escaños en juego. Al ser Díaz Yubero el segundo en la lista, consiguió su acta de diputado.
En las siguientes elecciones de 1987, el PRP volvería a obtener sólo dos escaños bajando sensiblemente el número de votos (9 212, 6,39 % de las papeletas válidas), pero en esta ocasión Luis Javier Rodríguez Moroy fue seguido en la lista por Leopoldo Virosta Garoz, por lo que Díaz Yubero no revalidó su acta.